# فارین پالیسی
فارن پالیسی (به انگلیسی: Foreign Policy) یا «سیاست خارجی» نام مجله خبری سیاسی-اقتصادی است که بنیان‌گذاران آن ساموئل هانتینگتون و وارن منشل می‌باشند و هر دو ماه یکبار منتشر می‌شود.

## تاریخچه
مجله در سال ۱۹۷۰ منتشر گردید و متعلق به موقوفه کارنگی برای صلح بین‌المللی بود. درابتدا به صورت فصلنامه چاپ می‌شد ولی از سال ۲۰۰۰ هر دو ماه یکبار منتشر می‌شود. عمده مقالات آن در ارتباط با سیاست جهان و امور اقتصادی است و Moisés Naím از سال ۲۰۰۰ الی ۲۰۱۰ سردبیر آن بود در سال ۲۰۰۸ شرکت واشینگتن پست متعلق به هلدینگ گراهام آن را خریداری کرد، و از سال ۲۰۱۰ سوزان گلاسر سردبیر آن گردید.
در سال ۲۰۱۰ تیراژ مجله به بیش از صدهزار شماره رسیده بود و دو بار جایزه ملی مجلات را بخود اختصاص داد. وبگاه اینترنتی آنهم از زمان تأسیس برنده چند نوبت جایزه «بهترین مجله اینترنتی» شده‌است و هر ماه بیش از ۳.۵ میلیون خواننده دارد. مجله در کشورهای مختلف و به زبان‌های مختلف منتشر می‌گردد.

## تفکر جهانی
این مجله هرسال میلادی لیست ۱۰۰ نفره از اشخاص تأثیرگذار در مسائل سیاسی و اقتصادی آن سال را انتخاب و منتشر می‌کند و برای هرکدام عنوانی را مطرح می‌کند. در سال ۲۰۱۳ برای اولین بار این گروه صد نفره را در گروه‌بندی‌های معنی داری لیست کرده‌است. در لیست ۲۰۱۳، نام حسن روحانی رئیس‌جمهور ایران را نیز آورده و با عنوان «بخاطر بازکردن یک در» شرح مفصلی را چاپ کرده‌است.
در سال ۲۰۱۹ نیز نام قاسم سلیمانی جزء لیست صد نفره قرار گرفته‌است.